# Тиба, Кадзухико
Кадзухико Тиба (яп. 千葉 和彦 Тиба Кадзухико, род. 21 июня 1985 года, Кусиро, Хоккайдо) — японский футболист, защитник клуба «Нагоя Грампус».

## Карьера
На протяжении своей футбольной карьеры выступал за клубы АГОВВ, «Дордрехт», «Альбирекс Ниигата», «Санфречче Хиросима».

## Национальная сборная
В 2013 году сыграл за национальную сборную Японии 1 матч.

## Статистика за сборную
| Сборная Японии | Сборная Японии | Сборная Японии |
| Год            | Матчи          | Голы           |
| -------------- | -------------- | -------------- |
| 2013           | 1              | 0              |
| Итого          | 1              | 0              |

## Достижения
- Джей-лиги; 2012, 2013